# Roncevaux Terra

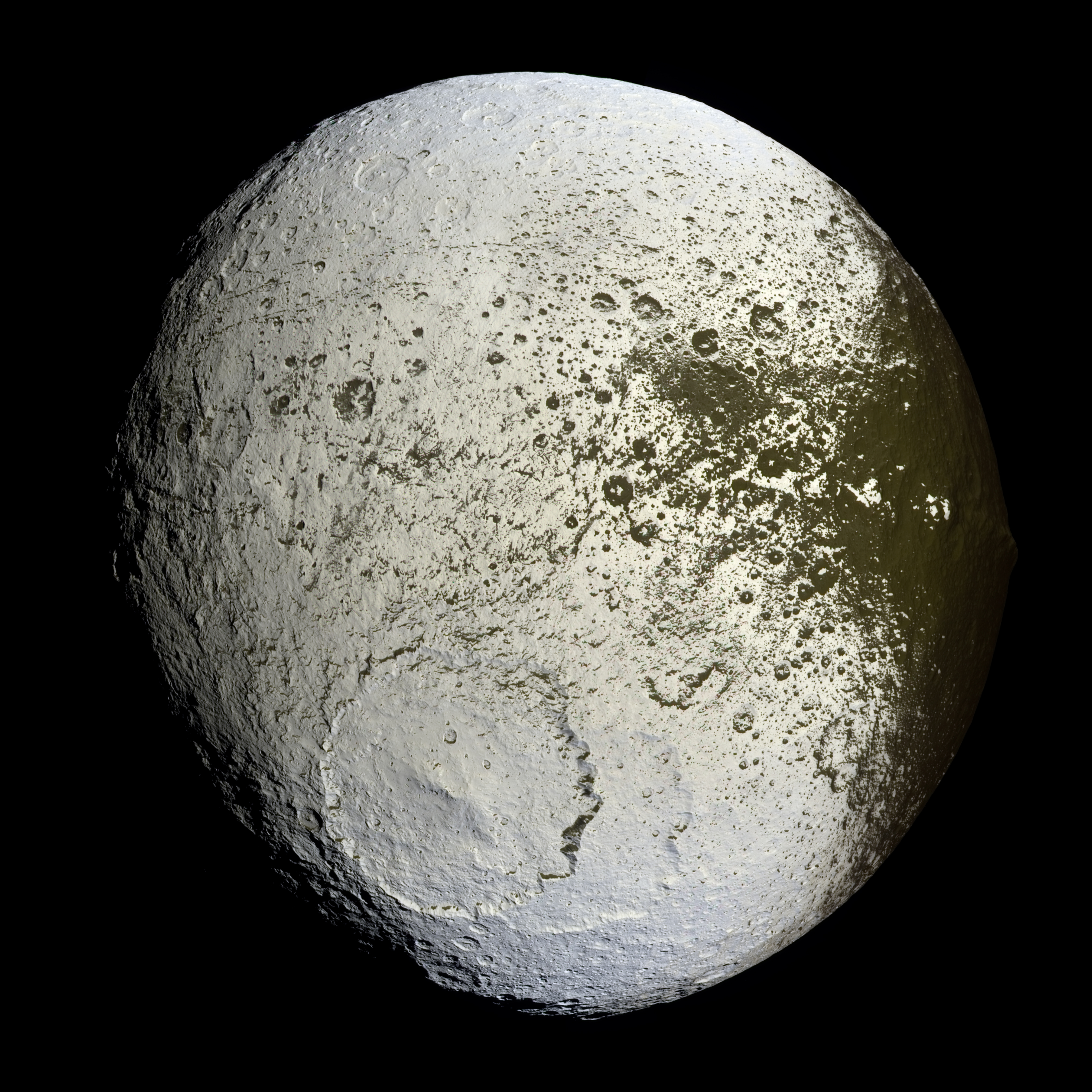
Jápeto visto por la sonda espacial Cassini, la región de Roncevaux Terra es la parte norte de la zona brillante.

Roncevaux Terra es el nombre dado a la parte septentrional del hemisferio más brillante del satélite de Saturno Jápeto. Limita al sur del ecuador con Saragossa Terra y, tanto al este como al oeste, con la región oscura Cassini Regio.
Los astrónomos creen que el color de Roncevaux y Saragossa Terrae es el color original de Jápeto, mientras que el color oscuro de Cassini Regio se debería a sustancias expulsadas del interior por la sublimación del hielo de agua y depositadas sobre la superficie. 
El nombre de Roncevaux Terra fue inspirado por la Batalla de Roncesvalles, mientras que Saragossa Terra se inspira en el episodio del asedio de Zaragoza por Carlomagno,  pasajes ambos mencionados en el Cantar de Roldán.